# Florestina di Monaco
Florestina di Monaco (nome completo in francese Florestine Gabrielle Antoinette; Fontenay-aux-Roses, 22 ottobre 1833 – Stoccarda, 4 aprile 1897) è stata una principessa monegasca.
Per nascita fu un membro della famiglia principesca di Monaco per nascita e per matrimonio duchessa consorte di Urach e contessa di Württemberg, come moglie di Guglielmo I.

## Biografia

### Infanzia

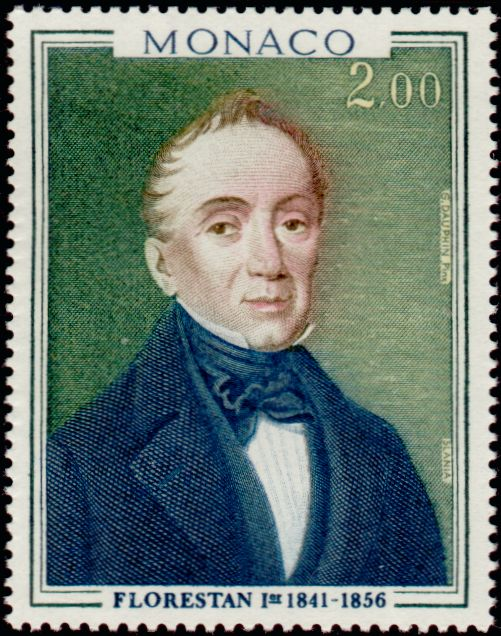
Florestano I di Monaco in un francobollo

Era la figlia minore ed unica femmina del principe Florestano I di Monaco e di sua moglie Maria Carolina Gibert de Lametz.

### Matrimonio

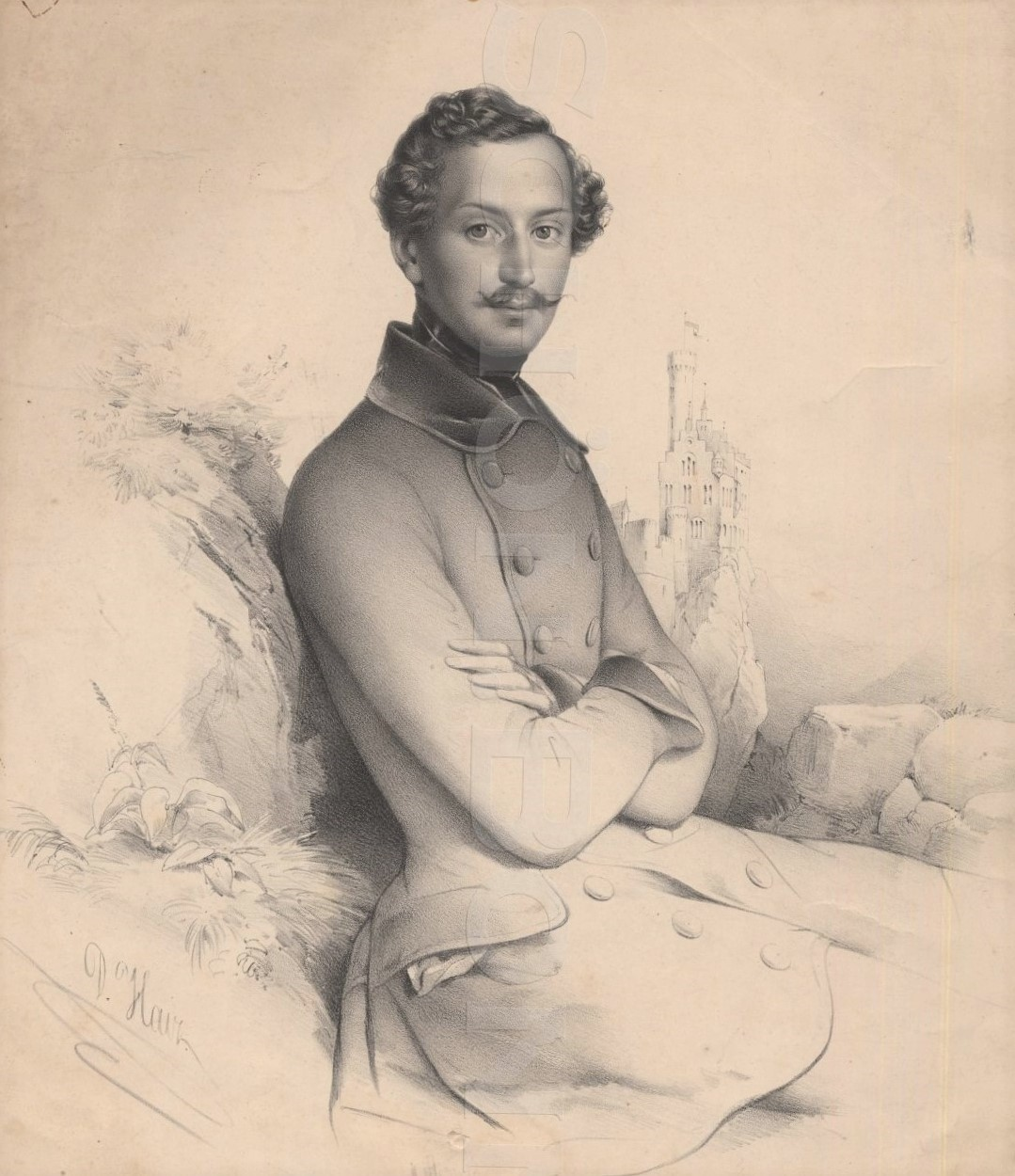
Guglielmo di Urach in una litografia del XIX secolo

Florestina sposò il conte Guglielmo di Württemberg (in seguito Guglielmo I, duca di Urach, figlio del duca Guglielmo di Württemberg e della moglie morganatica, la baronessa Wilhelmine von Tunderfeldt-Rhodis, il 15 febbraio 1863 a Monaco. Florestina e Guglielmo di Urach ebbero due figli:
- Wilhelm Karl Florestan Gero Crescentius (1864–1928), conte di Württemberg, II duca di Urach, e nominalmente re di Lituania con il nome di Mindaugas II[1][2]. Questi sposò:
  - nel 1892 la duchessa Amalia in Baviera (1865-1912), figlia maggiore del duca Carlo Teodoro in Baviera[1][2]
  - nel 1924 la principessa Wiltrude di Baviera (1884-1975), sesta figlia femmina di Ludovico III di Baviera[1][2]
- Josef Wilhelm Karl Florestan Gero Crescentius (1865–1925), principe di Urach[1][2]

Guglielmo, il marito di Florestina si era convertito al cattolicesimo nel 1841, in occasione del suo primo matrimonio con Teodolinda di Leuchtenberg, che morì nel 1857.

### Morte
La Duchessa, ormai vedova, morì il 4 aprile 1897 a Stoccarda.

## Crisi per la successione di Monaco del 1918
Florestina, secondo le regole che disciplinavano la successione al trono di Monaco, riuscì a sposarsi senza rinunciare ai suoi diritti. Quando il suo pronipote, il principe Luigi II di Monaco, salì al trono monegasco, Guglielmo, il figlio di Florestina, rivendicò i suoi diritti alla successione al trono principesco di Monaco e i titoli nobiliari dei Grimaldi. Tuttavia, la Francia aveva patito due guerre contro la Germania e non desiderava vedere un principe tedesco regnare sul Principato di Monaco. Pertanto, la Francia raggiunse un accordo con il principato permettendo che la figlia illegittima di Luigi II, Charlotte, fosse la sua erede al trono principesco ed ai titoli nobiliari dei Grimaldi. Carlotta rinunciò e cedette i suoi diritti al trono principesco il 30 maggio 1944 al figlio Ranieri che divenne Ranieri III di Monaco.

## Titoli e trattamento
- 22 ottobre 1833 – 15 febbraio 1863: Sua Altezza Serenissima, la principessa Florestina di Monaco
- 15 febbraio 1863 – 28 marzo 1867: Sua Altezza Serenissima, la contessa Florestina di Württemberg, principessa di Monaco
- 28 marzo 1867 – 17 luglio 1869: Sua Altezza Serenissima, la Duchessa di Urach, contessa di Württemberg, principessa di Monaco
- 17 luglio 1869 – 4 aprile 1897: Sua Altezza Serenissima, la Duchessa vedova di Urach, contessa di Württemberg, principessa di Monaco

## Ascendenza
|                                      |               |                                            | Genitori                                               |  |  | Nonni |  |  | Bisnonni              |  |  | Trisnonni           |  |
|                                      |               |                                            |                                                        |  |  |       |  |  | Onorato III di Monaco |  |  | Giacomo I di Monaco |  |
|                                      |               |                                            |                                                        |  |  |       |  |  | Onorato III di Monaco |  |  | Giacomo I di Monaco |  |
|                                      |               | Luisa Ippolita di Monaco                   |                                                        |  |  |       |  |  | Onorato III di Monaco |  |  |                     |  |
| Onorato IV di Monaco                 |               |                                            |                                                        |  |  |       |  |  | Onorato III di Monaco |  |  |                     |  |
|                                      |               | Maria Caterina Brignole Sale               | Giuseppe Maria Brignole Sale, VII marchese di Groppoli |  |  |       |  |  |                       |  |  |                     |  |
|                                      |               | Maria Caterina Brignole Sale               | Giuseppe Maria Brignole Sale, VII marchese di Groppoli |  |  |       |  |  |                       |  |  |                     |  |
|                                      |               | Maria Caterina Brignole Sale               | Maria Anna Balbi                                       |  |  |       |  |  |                       |  |  |                     |  |
| Florestano I di Monaco               |               | Maria Caterina Brignole Sale               |                                                        |  |  |       |  |  |                       |  |  |                     |  |
|                                      |               | Louis Marie d'Aumont, VI duca d'Aumont     | Louis Marie d'Aumont, V duca d'Aumont                  |  |  |       |  |  |                       |  |  |                     |  |
|                                      |               | Louis Marie d'Aumont, VI duca d'Aumont     | Louis Marie d'Aumont, V duca d'Aumont                  |  |  |       |  |  |                       |  |  |                     |  |
|                                      |               | Louis Marie d'Aumont, VI duca d'Aumont     | Victoire Félicité de Durfort                           |  |  |       |  |  |                       |  |  |                     |  |
| Louise d'Aumont                      |               | Louis Marie d'Aumont, VI duca d'Aumont     |                                                        |  |  |       |  |  |                       |  |  |                     |  |
|                                      |               | Louise Jeanne de Durfort                   | Emmanuel Félicité de Durfort, IV duca di Durfort       |  |  |       |  |  |                       |  |  |                     |  |
|                                      |               | Louise Jeanne de Durfort                   | Emmanuel Félicité de Durfort, IV duca di Durfort       |  |  |       |  |  |                       |  |  |                     |  |
|                                      |               | Louise Jeanne de Durfort                   | Charlotte Antoinette de La Porte Mazarin               |  |  |       |  |  |                       |  |  |                     |  |
| Florestina di Monaco                 |               | Louise Jeanne de Durfort                   |                                                        |  |  |       |  |  |                       |  |  |                     |  |
|                                      | Thomas Gibert | Simon Gibert                               |                                                        |  |  |       |  |  |                       |  |  |                     |  |
|                                      | Thomas Gibert | Simon Gibert                               |                                                        |  |  |       |  |  |                       |  |  |                     |  |
|                                      | Thomas Gibert | Marie Louise Prévost                       |                                                        |  |  |       |  |  |                       |  |  |                     |  |
| Charles Thomas Gibert de Lametz      | Thomas Gibert |                                            |                                                        |  |  |       |  |  |                       |  |  |                     |  |
|                                      |               | Françoise Moret                            | Noël Augustin Moret                                    |  |  |       |  |  |                       |  |  |                     |  |
|                                      |               | Françoise Moret                            | Noël Augustin Moret                                    |  |  |       |  |  |                       |  |  |                     |  |
|                                      |               | Françoise Moret                            | Madeleine Thérèse Galleran                             |  |  |       |  |  |                       |  |  |                     |  |
| Maria Carolina Gibert de Lametz      |               | Françoise Moret                            |                                                        |  |  |       |  |  |                       |  |  |                     |  |
|                                      |               | François Louis Michel Le Gras de Vaubercey | François Edouard Michel Le Gras de Vaubercey           |  |  |       |  |  |                       |  |  |                     |  |
|                                      |               | François Louis Michel Le Gras de Vaubercey | François Edouard Michel Le Gras de Vaubercey           |  |  |       |  |  |                       |  |  |                     |  |
|                                      |               | François Louis Michel Le Gras de Vaubercey | Louise de Lormeaux                                     |  |  |       |  |  |                       |  |  |                     |  |
| Marie Françoise Le Gras de Vaubercey |               | François Louis Michel Le Gras de Vaubercey |                                                        |  |  |       |  |  |                       |  |  |                     |  |
|                                      |               | Gabrielle Françoise des Courtils           | Jean Baptiste François des Courtils                    |  |  |       |  |  |                       |  |  |                     |  |
|                                      |               | Gabrielle Françoise des Courtils           | Jean Baptiste François des Courtils                    |  |  |       |  |  |                       |  |  |                     |  |
|                                      |               | Gabrielle Françoise des Courtils           | Marie Marguerite de Lafons d'Hardecourt                |  |  |       |  |  |                       |  |  |                     |  |
|                                      |               | Gabrielle Françoise des Courtils           |                                                        |  |  |       |  |  |                       |  |  |                     |  |